# Tobarra
Tobarra este un oraș din Spania, situat în provincia Albacete din comunitatea autonomă Castilia-La Mancha. Are o populație de 7.637 de locuitori.
1. ↑  Nomenclátor Geográfico de Municipios y Entidades de Población (20240402 edition)